# Клокочов (район Михайлівці)
Клокочов (словац. Klokočov) — село, громада в окрузі Михайлівці, Кошицький край, Словаччина. Село розташоване на висоті 117 м над рівнем моря. Населення — 410 чол. Вперше згадується в 1358 році. В селі є бібліотека та футбольне поле.

## Населення
| Рік:            | 1994. | 2004.   | 2014.   | 2024.   |
| --------------- | ----- | ------- | ------- | ------- |
| Кількість осіб: | 378   | 406     | 422     | 462     |
| Різниця:        |       | +7,40 % | +3,94 % | +9,47 % |

| Рік:            | 2023. | 2024.   |
| --------------- | ----- | ------- |
| Кількість осіб: | 449   | 462     |
| Різниця:        |       | +2,89 % |

## Пам'ятки
У селі є греко-католицька церква Успіння Пресвятої Богородиці з 1835 року в стилі класицизму, з 1988 національна культурна пам'ятка.